# Campionati del mondo di atletica leggera indoor 2016 - 60 metri ostacoli femminili
La gara dei 60 metri ostacoli femminili si è tenuta il 18 marzo. Il minimo di partecipazione era di 8"14, oppure bastava aver ottenuto 12"85 sui 100 hs.

## Risultati

### Batterie
Vanno in finale le prime due di ogni batteria e i 2 migliori tempi.
| Rank | Heat | Name              | Nationality   | Time | Notes |
| ---- | ---- | ----------------- | ------------- | ---- | ----- |
| 1    | 3    | Kendra Harrison   | Stati Uniti   | 7.81 | Q     |
| 2    | 1    | Brianna Rollins   | Stati Uniti   | 7.82 | Q     |
| 3    | 3    | Andrea Ivančević  | Croazia       | 7.91 | Q, NR |
| 4    | 2    | Nia Ali           | Stati Uniti   | 7.91 | Q     |
| 5    | 1    | Alina Talay       | Bielorussia   | 7.96 | Q, SB |
| 6    | 2    | Tiffany Porter    | Gran Bretagna | 8.00 | Q     |
| 7    | 1    | Serita Solomon    | Gran Bretagna | 8.04 | q     |
| 8    | 3    | Angela Whyte      | Canada        | 8.09 | q     |
| 9    | 2    | Hanna Plotitsyna  | Ucraina       | 8.09 |       |
| 10   | 1    | Michelle Jenneke  | Australia     | 8.10 | PB    |
| 11   | 1    | Pedrya Seymour    | Bahamas       | 8.15 | PB    |
| 12   | 1    | Wu Shuijiao       | Cina          | 8.18 | SB    |
| 13   | 2    | Stephanie Bendrat | Austria       | 8.25 |       |
| 14   | 3    | Fabiana Moraes    | Brasile       | 8.28 |       |
| 15   | 3    | Marina Tomić      | Slovenia      | 8.33 |       |
| 16   | 2    | Gréta Kerekes     | Ungheria      | 8.37 |       |
| 17   | 1    | Samantha Scarlett | Giamaica      | 8.37 |       |
| 18   | 3    | Luca Kozák        | Ungheria      | 8.46 |       |
| -    | 2    | Danielle Williams | Giamaica      | DNF  |       |

### Finale
Finale alle 20:30.
| Pos | Corsia | Nome             | Nazione       | tempo | Note |
| --- | ------ | ---------------- | ------------- | ----- | ---- |
| 1   | 6      | Nia Ali          | Stati Uniti   | 7.81  | SB   |
| 2   | 4      | Brianna Rollins  | Stati Uniti   | 7.82  |      |
| 3   | 7      | Tiffany Porter   | Gran Bretagna | 7.90  |      |
| 4   | 3      | Andrea Ivančević | Croazia       | 7.95  |      |
| 5   | 2      | Angela Whyte     | Canada        | 7.99  | SB   |
| 6   | 8      | Alina Talay      | Bielorussia   | 8.00  |      |
| 7   | 1      | Serita Solomon   | Gran Bretagna | 8.29  |      |
| 8   | 5      | Kendra Harrison  | Stati Uniti   | 8.87  |      |